# Ni que fuéramos Shhh
Ni que fuéramos Shhh (inicialment conegut com Ni que fuéramos Sálvame, modificat a causa d'una reclamació de drets per part de Mediaset) va ser un programa de televisió espanyol produït per La Osa Producciones Audiovisuales (fins al 25 de febrer de 2025, Fabricantes Studio) que es va emetre entre el 15 de maig de 2024 i el 27 de març de 2025. L'espai era presentat per María Patiño, i per Belén Esteban i Javier de Hoyos en la seva substitució, i s'emetia en directe de dilluns a divendres de 15:50 a 20:00.
El senyal del programa es retransmetia a través de les plataformes digitals YouTube, Twitch, El Televisero, Pronto.es, Tivify, Pluto.tv i Rakuten, i s'emetia simultàniament en canals lineals com Ten a nivell nacional i Cantabria 7 Televisión i Atlántico TV a nivell autonòmic. A més, estava disponible en format pòdcast en Spotify i Amazon Music.

## Història
El 5 de maig de 2023, s'anuncia per sorpresa el final del mític programa Sálvame i de la seva versió nocturna Deluxe, la qual estava prevista per al 16 de juny de 2023. Així, el 8 de maig de 2023, Mediaset España i La Fábrica de la Tele emeten un comunicat conjunt en el qual fan oficial la finalització de tots dos formats, encara que finalment, el format diari acaba el 23 de juny i el nocturn, pràcticament un mes després: el divendres 14 de juliol.
El 23 de juny de 2023, l'últim dia d'emissió de Sálvame, anuncien la participació dels col·laboradors més mítics (Belén Esteban, Chelo García-Cortés, Kiko Hernández, Kiko Matamoros, Lydia Lozano, María Patiño, Terelu Campos i Víctor Sandoval) en un docu-reality per les Amèriques on buscarien treball.
El format s'emetria en Netflix sota el títol de Sálvese quien pueda, el qual havia estat gravat entre el 19 i el 29 de juliol de 2023. Aquest espai compta amb sis capítols (tres a Miami i tres a Mèxic), els tres primers dels quals van ser estrenats a mitjan novembre de 2023 i els tres últims, a principis de febrer de 2024. Encara que la plataforma Netflix té pensat gravar una altra temporada per a finals de 2024, els resultats d'audiència dels últims episodis frenen la idea. Cal destacar que, en aquest període de temps, Mediaset Espanya veta tots els col·laboradors que participen en Sálvese quien pueda, excepte a Terelu Campos, i també tot el relacionat amb el programa i, fins i tot, van arribar a no citar-lo en emetre imatges del format en els seus programes. A banda, Mediaset España compra el 100 % de les accions de La Fábrica de la Tele, que el mes de juliol passa a dir-se Radical Change Contents i se centra en la creació de continguts per a l'ecosistema digital del grup de mitjans de comunicació. Totes aquestes desavinences provoquen la fundació d'una nova productora: Fabricantes Studio.
El 17 d'abril de 2024, s'anuncia el retorn dels principals col·laboradors de l'extint Sálvame en un format anomenat inicialment Ni que fuéramos Sálvame, per a la seva emissió en directe en totes les xarxes socials i plataformes de streaming. Aquesta nova etapa comptaria amb María Patiño de presentadora i amb Belén Esteban, Chelo García-Cortés, Kiko Matamoros, Lydia Lozano i Víctor Sandoval com a col·laboradors.
Encara que es preveu l'estrena el dilluns 6 de maig de 2024, s'estrena finalment el dimecres 15 de maig. Dos dies abans, el 13 de maig de 2024, té lloc la roda de premsa de presentació del programa al plató del mateix amb part dels col·laboradors, productors i directors. Inclús, a tot just 24 hores de l'estrena, Mediaset España prohibeix usar la paraula Sálvame, ja que és propietat de l'empresa, per la qual cosa el programa es veu obligat a canviar el seu nom a Ni que fuéramos Shhh.
El dijous 23 de maig, després de 7 dies d'emissió, es confirma durant l'última hora del programa que, des del 3 de juny, s'emetria en la TDT a través del canal Ten, encara que continuarien emetent a través de Canal Quickie en YouTube, Twitch i la resta de canals digitals. Des d'aquest dia, el programa allarga la seva durada i passa a començar a les 15:45 i a finalitzar a les 20:00. A aquests canvis també s'afegeix la incorporació del mític col·laborador Kiko Hernández.
Des del dilluns 10 de juny de 2024, el programa es fragmenta en Ni que fuéramos Shhh (15:45-19:00) i Ni que fuéramos: La Happy Hour (19:00-20:00). A més, aquest dia fitxa pel format el periodista Javier de Hoyos, provinent del programa Socialité, com el primer reporter de carrer del programa, de manera que va incorporar també les connexions en directe. Dues setmanes després, el 24 de juny, el programa torna a modificar el seu horari i queda dividit en Ni que fuéramos Shhh (15:30-18:30) i Ni que fuéramos: La Happy Hour (18:30-19:30).
El dijous 4 de juliol de 2024, amb motiu de la celebració de l'orgull, realitzen una passarel·la anomenada Pride Fashhhhion, en la qual diversos dissenyadors vesteixen els col·laboradors amb vestits amb la bandera LGTBIQ+ present. La guanyadora és María Patiño a escassos punts de distància de Kiko Matamoros, el subcampió. Més tard, el 24 de juliol, l'espai finalitza la seva primera temporada i reprèn les emissions el 2 de setembre amb més mitjans, novetats en el seu desenvolupament, els fitxatges de Pipi Estrada, Pinocho Pantoja i Aída Nízar, i un nou canvi d'horari, ja que passa a començar a les 15:50 i finalitza a les 20:00.
El 22 de gener de 2025, l'espai deixa de dividir-se en dos blocs i s'emet entre les 15:50 i les 20:00 sota la marca Ni que fuéramos Shhh. Dos mesos més tard, a causa del trasllat de bona part de l'equip i dels col·laboradors a les tardes de La 1 de Televisió Espanyola amb La familia de la tele, la productora anuncia la fi del format de cara al 27 de març de 2025, així com el seu successor en Ten i Canal Quickie: un programa anomenat Tentáculos, amb Carlota Corredera al capdavant, que abordaria cada dia continguts d'actualitat i entreteniment amb un panell de col·laboradors.

## Format
Ni que fuéramos Shhh és un format presentat per María Patiño en el qual un grup de col·laboradors comenta l'actualitat del món del cor, de la televisió i dels rostres populars del país. A més, també tenen cabuda les connexions en directe amb el seu equip de reporters. A part de la tertúlia i els reportatges, en l'espai se succeeixen diverses seccions com:
- Quickie ronda: Totes les tardes realitzen connexions en directe amb José María Garrido, periodista del Plural, o Pedro Jiménez, periodista d'El Televisero, entre altres, en les quals comenten les notícies més impactants sobre temes televisius, d'actualitat o de premsa rosa.

- Minuto de oro y minuto de plomo: Cada dia, el periodista i col·laborador Javier de Hoyos presenta una secció en la qual s'analitzen les audiències del programa anterior i es destaquen el minut d'or i el de plom, així com quin col·laborador/a és el protagonista d'aquests. Al final de cada mes, es proclama a un rei/reina del minut d'or i a un perdedor/a del minut de plom, títols que comporten un premi i un càstig a decisió del director David Valldeperas.

- Bellesa i salut: La periodista Meli Camacho acudeix setmanalment al programa per a donar consells sobre salut, bellesa i rejoveniment, a vegades promocionant algun producte.

- ¡Belén a cenar conmigo!: A partir de la instal·lació d'una cuina en la segona temporada del programa, Belén Esteban va començar a realitzar una sèrie de receptes de manera diària. Després de les crítiques rebudes per la seva companya i presentadora María Patiño es va realitzar ¡Belén a cenar conmigo! (featuring María Patiño), i aquesta va passar a tenir la seva pròpia secció vista a continuació. També es va realitzar ¡Belén a cenar conmigo! (featuring Kiko Hernández).

- ¡Al baño María!: Després de l'èxit de ¡Belén a cenar conmigo! (featuring María Patiño), es va començar a realitzar una secció de rebosteria els divendres amb María Patiño. En ella també es realitzen receptes proposades per la direcció del programa.

- Ni en pintura: Els col·laboradors del programa van començar a pintar les obres més destacades de la pintura nacional i internacional històrica.

## Equip

### Tècnic
- Producció
  - La Osa Producciones Audiovisuales
- Direcció i coordinació
  - David Valldeperas (2024-2025)
  - Isa Morata (2024-2025)
  - Rocío Martín Vázquez (2025)

### Presentadors
| Presentador/a          | Informació                            | Durada (anys) | Durada (anys) |
| Presentador/a          | Informació                            | 2024          | 2025          |
| ---------------------- | ------------------------------------- | ------------- | ------------- |
| María Patiño           | Presentadora titular                  |               |               |
| Belén Esteban          | Presentadora substituta               |               |               |
| César Toral «Escaleto» | Copresentador i presentador substitut |               |               |
| Javier de Hoyos        | Copresentador i presentador substitut |               |               |

1. ↑  Durant les publicitats del programa els redactors i becaris del programa s'alternen per a ser presentadors en streaming i xerrar de forma més amena amb algun col·laborador que aquest dia acudeixi a plató.

#### Presentadors substituts puntuals
| Presentador/a       | Informació                         | Durada (anys) | Durada (anys) |
| Presentador/a       | Informació                         | 2024          | 2025          |
| ------------------- | ---------------------------------- | ------------- | ------------- |
| Marta Riesco        | Periodista                         |               |               |
| Antonio Albert      | Periodista d'ABC                   |               |               |
| Chelo García-Cortés | Periodista                         |               |               |
| Kiko Hernández      | Col·laborador de televisió i actor |               |               |
| Víctor Sandoval     | Col·laborador de televisió         |               |               |

### Col·laboradors

#### Col·laboradors habituals
| Col·laboradors      | Informació                                            | Durada (anys) | Durada (anys) |
| Col·laboradors      | Informació                                            | 2024          | 2025          |
| ------------------- | ----------------------------------------------------- | ------------- | ------------- |
| Belén Esteban       | Personalitat televisiva                               |               |               |
| Chelo García-Cortés | Periodista                                            |               |               |
| Gonzalo Vázquez     | Periodista                                            |               |               |
| Javier de Hoyos     | Periodista                                            |               |               |
| Juanma Fernández    | Periodista i director de Bluper                       |               |               |
| Kiko Hernández      | Col·laborador de televisió i actor                    |               |               |
| Kiko Matamoros      | Col·laborador de televisió i exrepresentante artístic |               |               |
| Lydia Lozano        | Periodista                                            |               |               |
| Marta Riesco        | Periodista                                            |               |               |
| Raúl Rodríguez      | Periodista de El Español                              |               |               |
| Sandra Bruman       | Vedette                                               |               |               |
| Víctor Sandoval     | Col·laborador de televisió                            |               |               |
| Aída Nízar          | Concursant de Gran Hermano                            |               |               |
| Pipi Estrada        | Periodista                                            |               |               |

#### Col·laboradors esporàdics
| Col·laboradors       | Informació                                          | Durada (anys) | Durada (anys) |
| Col·laboradors       | Informació                                          | 2024          | 2025          |
| -------------------- | --------------------------------------------------- | ------------- | ------------- |
| Aneth Acosta         | Examiga d'Isa Pantoja                               |               |               |
| Antonio Albert       | Periodista d'ABC                                    |               |               |
| Carolina Sobe        | Concursant de Gran Hermano                          |               |               |
| José María Garrido   | Periodista d'El Plural                              |               |               |
| Amor Romeira         | Concursant de Gran Hermano                          |               |               |
| David Andújar        | Periodista i creador de contingut en xarxes socials |               |               |
| Inés Hernand         | Humorista                                           |               |               |
| Liz Emiliano         | Concursant de Gran Hermano                          |               |               |
| Mayte Ametlla        | Periodista i directora de televisió                 |               |               |
| Malbert              | Youtuber i personalitat d'Internet                  |               |               |
| Meli Camacho         | Periodista i amiga de María Teresa Campos           |               |               |
| Pupi Poisson         | Drag queen                                          |               |               |
| Samantha Ballentines | Drag queen                                          |               |               |

#### Col·laboradors només en secció
| Col·laboradors       | Informació                                             | Secció                                 | Durada (anys) | Durada (anys) |
| Col·laboradors       | Informació                                             | Secció                                 | 2024          | 2025          |
| -------------------- | ------------------------------------------------------ | -------------------------------------- | ------------- | ------------- |
| Antonio Albert       | Periodista d'ABC                                       | Quickie Ronda                          |               |               |
| Berto Molina         | Periodista                                             | Quickie Ronda                          |               |               |
| José María Garrido   | Periodista d'El Plural                                 | Quickie Ronda                          |               |               |
| Esther Mucientes     | Periodista d'El Mundo                                  | Quickie Ronda                          |               |               |
| Pablo Montesinos     | Periodista d'Artículo 14                               | Quickie Ronda                          |               |               |
| Pedro Jiménez        | Periodista d'El Televisero                             | Quickie Ronda                          |               |               |
| Rocco Steinhäuser    | Periodista de RAC 1                                    | Quickie Ronda                          |               |               |
| Sergio López         | Periodista 'Open to work'                              | Quickie Ronda                          |               |               |
| Belén Esteban        | Personalitat televisiva                                | ¡Belén a cenar conmigo!                |               |               |
| Javier de Hoyos      | Periodista                                             | Minuto de oro y del minuto de plomo    |               |               |
| Lu Vargas            | Astròloga                                              | Astrologia                             |               |               |
| María Patiño         | Periodista, presentadora i col·laboradora de televisió | Al baño maría                          |               |               |
| Álvaro Roldán        | Periodista d'El Confi TV                               | Quickie Ronda                          |               |               |
| Ana Lombardía        | Psicòloga                                              | Dime cómo duermes y te diré quién eres |               |               |
| Chelo García-Cortés  | Periodista i col·laboradora de televisió               | Diario Che                             |               |               |
| Conchita Pérez       | Poligrafista                                           | Polígrafo Shhh                         |               |               |
| Jesús Sánchez Martos | Metge                                                  | Ni que fuéramos Saber vivir            |               |               |
| Meli Camacho         | Periodista i amiga de María Teresa Campos              | Belleza y salud                        |               |               |

### Redactors
| Redactors              | Informació | Durada (anys) | Durada (anys) |
| Redactors              | Informació | 2024          | 2025          |
| ---------------------- | ---------- | ------------- | ------------- |
| Jesús Sánchez          | Periodista |               |               |
| Alberto Puchades       | Periodista |               |               |
| César Toral «Escaleto» | Periodista |               |               |
| Claudia Salcedo        | Periodista |               |               |
| Isa Morata             | Periodista |               |               |
| Javier de Hoyos        | Periodista |               |               |
| Hugo Montiel           | Periodista |               |               |
| Fernando Hermoso       | Periodista |               |               |

### Reporters
| Reporters            | Informació                                                    | Durada (anys) | Durada (anys) |
| Reporters            | Informació                                                    | 2024          | 2025          |
| -------------------- | ------------------------------------------------------------- | ------------- | ------------- |
| Bibi Rodríguez       | Components del duo de Las Mellis i examigues d'Isabel Pantoja |               |               |
| Raquel Rodríguez     | Components del duo de Las Mellis i examigues d'Isabel Pantoja |               |               |
| Gonzalo Vázquez      | Periodista                                                    |               |               |
| Javier de Hoyos      | Periodista                                                    |               |               |
| Marta Riesco         | Periodista                                                    |               |               |
| Rosada Sañudo Limón  | Periodista                                                    |               |               |
| Sandra Bruman        | Vedette                                                       |               |               |
| Víctor Sandoval      | Col·laborador de televisió                                    |               |               |
| Aída Nízar           | Personalitat mediàtica                                        |               |               |
| Alba Morales         | Periodista                                                    |               |               |
| Jesús Sánchez Moreno | Periodista                                                    |               |               |

## Espais derivats
Ni que fuéramos Shhh compta amb una sèrie d'espais derivats amb motiu de celebracions especials o en forma de secció.

### Pride Fashhhion(2024)
Amb motiu de la celebració de l'Orgull LGTBIQ+, els col·laboradors del programa van desfilar per una passarel·la amb vestits creats per dissenyadors professionals. La desfilada va comptar amb un jurat i un televot creat per l'audiència per a decidir qui va desfilar millor i pitjor.

#### Presentadors
| Presentador/a          | Informació          | Durada (anys) |
| Presentador/a          | Informació          | 2024          |
| ---------------------- | ------------------- | ------------- |
| Javier de Hoyos        | Presentador titular |               |
| César Toral «Escaleto» | Copresentador       |               |

#### Jurat
| Jutge/essa   | Informació                    | Durada (anys) |
| Jutge/essa   | Informació                    | 2024          |
| ------------ | ----------------------------- | ------------- |
| José Perea   | Dissenyador                   |               |
| Liz Emiliano | Concursant de Gran Hermano 10 |               |
| Meli Camacho | Periodista                    |               |

#### Participants
| Participant                | Conegut/a per…                                        | Lloc       |
| -------------------------- | ----------------------------------------------------- | ---------- |
| María Patiño               | Periodista                                            | Guanyadora |
| Marta Riesco               | Periodista                                            | 2a posició |
| Kiko Matamoros             | Exrepresentante artístic i col·laborador de televisió | 3a posició |
| Belén Esteban              | Personalitat televisiva                               | 4a posició |
| Chelo García-Cortés        | Periodista                                            | 5a posició |
| Jesús Sánchez «El becario» | Redactor del programa                                 | —          |

### Benidorm Feshhht(2024)
Amb motiu de la candidatura de Marta Riesco i Víctor Sandoval al Benidorm Fest, tots dos van presentar la seva cançó en directe en el programa. Les actuacions van comptar amb un jurat i un televot creat per l'audiència per a decidir qui dels dos presentava una millor cançó.

#### Presentadora
| Presentador/a | Informació           | Durada (anys) |
| Presentador/a | Informació           | 2024          |
| ------------- | -------------------- | ------------- |
| María Patiño  | Presentadora titular |               |

#### Jurat
| Jutge/essa           | Informació | Durada (anys) |
| Jutge/essa           | Informació | 2024          |
| -------------------- | ---------- | ------------- |
| Pupi Poisson         | Drag queen |               |
| Luis Mesa            | Periodista |               |
| Samantha Ballentines | Drag queen |               |
| Verónica Romero      | Cantant    |               |

#### Participants
| Participant     | Conegut/da per…            | Cançó          | Notes     |
| --------------- | -------------------------- | -------------- | --------- |
| Marta Riesco    | Periodista                 | «Ahora soy yo» | —         |
| Víctor Sandoval | Col·laborador de televisió | «Abismo»       | Guanyador |

## Temporades i audiències
| Temporada | Nombre d'episodis | Estrena               | Final                | Audiència   | Audiència         |
| Temporada | Nombre d'episodis | Estrena               | Final                | Espectadors | Quota de pantalla |
| --------- | ----------------- | --------------------- | -------------------- | ----------- | ----------------- |
| 1         | 50                | 15 de maig de 2024    | 24 de juliol de 2024 | 212 000     | 2,6 %             |
| 2         | 139               | 2 de setembre de 2024 | 27 de març de 2025   | 175 000     | 2,1 %             |
| Mitjana   | 189               | 15 de maig de 2024    | 27 de març de 2025   | 182 000     | 2,2 %             |

1. ↑  Encara que Ni que fuéramos Shhh es va estrenar el 15 de maig de 2024, les audiències es comencen a comptar des del programa 14, emès el 3 de juny de 2024, amb motiu de l'inici de les emissions del format en Ten. Per això, la mitjana d'audiència de la primera temporada correspon únicament a 37 dels 50 programes que la componen.

### Primera temporada (2024)
| Núm. total     | Núm. temp.     | Títol                                                                          | Data d'emissió | Audiència                       | Audiència                    | Minut d'or (Canal Quickie) | Minut d'or (Canal Quickie) |
| Núm. total     | Núm. temp.     | Títol                                                                          | Data d'emissió | Espectadors en Ten              | Espectadors en Canal Quickie | Espectadors                | Hora                       |
| -------------- | -------------- | ------------------------------------------------------------------------------ | -------------- | ------------------------------- | ---------------------------- | -------------------------- | -------------------------- |
| Roda de premsa | Roda de premsa | Roda de premsa                                                                 | 13/05/2024     |                                 | 5588                         | 6891                       | 17:51                      |
| 1              | 1              | Bombazo Antonio Tejado, Matamoros Supervivientes y situación Dulce             | 15/05/2024     | 37.189                          | 42.423                       | 17:59                      |                            |
| 2              | 2              | Una visita a la cadena de enfrente, un bombazo sobre Tejado y una casa maldita | 16/05/2024     | 39.568                          | 44.755                       | 17:20                      |                            |
| 3              | 3              | Una monja en plató, el Tarregagate y celebramos la llegada de Benita           | 17/05/2024     | 37.294                          | 44.416                       | 17:28                      |                            |
| 4              | 4              | ¡El destino de Ana Rosa, la ira de Bárbara Rey y Tejado en libertad!           | 20/05/2024     | 37.190                          | 42.836                       | 17:54                      |                            |
| 5              | 5              | ¿Quién se estrena como colaborador?                                            | 21/05/2024     | 37.297                          | 42.858                       | 17:32                      |                            |
| 6              | 6              | Lydia baila el primer quickieminero de Ni que fuéramos Shhh                    | 22/05/2024     | 39.715                          | 46.439                       | 17:32                      |                            |
| 7              | 7              | El día que lo cambiará todo                                                    | 23/05/2024     | 39.263                          | 49.262                       | 18:04                      |                            |
| 8              | 8              | Un cenichelo para Tita Cervera                                                 | 24/05/2024     | 34.896                          | 40.731                       | 17:32                      |                            |
| 9              | 9              | La patrona quiere presentar                                                    | 27/05/2024     | 36.685                          | 41.913                       | 17:32                      |                            |
| 10             | 10             | Nos preparamos para el concierto de Taylor Swift                               | 28/05/2024     | 32.164                          | 39.281                       | 18:18                      |                            |
| 11             | 11             | Todo el mundo merece una segunda oportunidad                                   | 29/05/2024     | 34.788                          | 40.233                       | 17:53                      |                            |
| 12             | 12             | Su nombre incendia                                                             | 30/05/2024     | 39.749                          | 48.958                       | 17:33                      |                            |
| 13             | 13             | ¿Por qué y por cuánto?                                                         | 31/05/2024     | 38.170                          | 43.821                       | 18:33                      |                            |
| 14             | 14             | Marta Riesco raja sin censura                                                  | 03/06/2024     | 258 000 (3,2 %)                 | 21.098                       | 23.798                     | 17:25                      |
| 15             | 15             | Marta Riesco larga contra Rocío Flores                                         | 04/06/2024     | 328 000 (4,1 %)                 | 22.455                       | 28.728                     | 16ː43                      |
| 16             | 16             | Los orígenes de Marta Riesco en Ni que fuéramos Shhh                           | 05/06/2024     | 273 000 (3,5 %)                 | 19.909                       | 24.999                     | 19:39                      |
| 17             | 17             | Ni que fuéramos haters                                                         | 06/06/2024     | 233 000 (3,0 %)                 | 18.858                       | 22.698                     | 17:35                      |
| 18             | 18             | La guerra de las tardes                                                        | 07/06/2024     | 202 000 (2,4 %)                 | 17.993                       | 22.132                     | 17:40                      |
| 19             | 19             | La entrevista a Marta Riesco en directo                                        | 10/06/2024     | 206 000 (2,4 %)277 000 (3,9 %)  | 26.316                       | 33.874                     | 19:25                      |
| 20             | 20             | El cara a cara de Belén y Marta Riesco                                         | 11/06/2024     | 260 000 (3,1 %)                 | 27.771                       | 36.837                     | 18:49                      |
| 21             | 21             | La primera salida de Marta Riesco                                              | 12/06/2024     | 237 000 (2,7 %)203 000 (2,8 %)  | 24.929                       | 28.814                     | 17:40                      |
| 22             | 22             | Quien más sabe de la reina, en plató                                           | 13/06/2024     | 201 000 (2,5 %)160 000 (2,4 %)  | 21.783                       | 25.574                     | 17:20                      |
| 23             | 23             | La salida de Riesco                                                            | 14/06/2024     | 233 000 (2,8 %)220 000 (3,2 %)  | 19.562                       | 26.044                     | 17:38                      |
| 24             | 24             | El enfrentamiento entre Olga Moreno y Marta Riesco                             | 17/06/2024     | 240 000 (2,7 %)228 000 (3,0 %)  | 24.871                       | 29.790                     | 19:50                      |
| 25             | 25             | La resaca de la misa de las Campos                                             | 18/06/2024     | 223 000 (2,5 %)188 000 (2,4 %)  | 23.502                       | 27.979                     | 17:38                      |
| 26             | 26             | Alejandra Rubio embarazada                                                     | 19/06/2024     | 265 000 (2,9 %)203 000 (2,5 %)  | 25.040                       | 30.644                     | 17:22                      |
| 27             | 27             | Las Campos emparentadas con la aristocracia italiana                           | 20/06/2024     | 253 000 (2,8 %)245 000 (3,1 %)  | 24.019                       | 28.249                     | 17:41                      |
| 28             | 28             | El análisis de SV de Marta Riesco                                              | 21/06/2024     | 257 000 (3,0 %)243 000 (3,4 %)  | 22.427                       | 26.443                     | 17:35                      |
| 29             | 29             | El primer poli shhh                                                            | 24/06/2024     | 184 000 (2,1 %)195 000 (2,7 %)  | 25.550                       | 30.134                     | 17:51                      |
| 30             | 30             | Estafado por Carlo Costanzia                                                   | 25/06/2024     | 249 000 (3,0 %)258 000 (3,4 %)  | 22.764                       | 27.792                     | 17:34                      |
| 31             | 31             | El vecino de Carlo Costanzia a plató                                           | 26/06/2024     | 263 000 (3,1 %) 238 000 (3,2 %) | 23.012                       | 28.046                     | 16:57                      |
| 32             | 32             | Visitamos el descampado de las pruebas                                         | 27/06/2024     | 250 000 (3,1 %) 237 000 (3,5 %) | 22.966                       | 27.627                     | 17:42                      |
| 33             | 33             | Un orgullo de vecina                                                           | 28/06/2024     | 252 000 (3,0 %) 237 000 (3,4 %) | 22.325                       | 27.959                     | 16:58                      |
| 34             | 34             | Terelu de lunes                                                                | 01/07/2024     | 224 000 (2,6 %) 209 000 (2,6 %) | 24.570                       | 29.299                     | 17:37                      |
| 35             | 35             | Chelo cazada                                                                   | 02/07/2024     | 209 000 (2,4 %) 208 000 (2,9 %) | 22.157                       | 26.850                     | 17:42                      |
| 36             | 36             | Lo que la isla se perdió                                                       | 03/07/2024     | 213 000 (2,5 %) 178 000 (2,6 %) | 21.614                       | 26.163                     | 17:24                      |
| 37             | 37             | La Pride Fashhhion                                                             | 04/07/2024     | 166 000 (2,0 %)                 | 20.463                       | 23.914                     | 17:17                      |
| 38             | 38             | Es-cassi una relación abierta                                                  | 08/07/2024     | 143 000 (1,7 %) 148 000 (2,2 %) | 21.162                       | 25.458                     | 17:34                      |
| 39             | 39             | Descubrimos la Huelva de Alejandra Rubio                                       | 09/07/2024     | 148 000 (1,7 %) 144 000 (2,0 %) | 19.250                       | 22.542                     | 17:40                      |
| 40             | 40             | Seguimos la pista a Valerie                                                    | 10/07/2024     | 177 000 (2,1 %) 167 000 (2,5 %) | 19.158                       | 23.207                     | 17:09                      |
| 41             | 41             | El monumental cabreo de una señorita                                           | 11/07/2024     | 180 000 (2,2 %) 190 000 (2,8 %) | 18.330                       | 21.448                     | 17:28                      |
| 42             | 42             | Pinocho viene a NQF                                                            | 12/07/2024     | 200 000 (2,4 %) 185 000 (2,7 %) | 18.395                       | 22.970                     | 17:38                      |
| 43             | 43             | Rompemos con nuestro pasado                                                    | 15/07/2024     | 181 000 (2,1 %) 184 000 (2,5 %) | 19.838                       | 23.799                     | 17:40                      |
| 44             | 44             | El primer día de la nueva era                                                  | 16/07/2024     | 151 000 (1,8 %) 155 000 (2,3 %) | 17.786                       | 21.566                     | 17:36                      |
| 45             | 45             | Belén remata a las Campos                                                      | 17/07/2024     | 181 000 (2,3 %) 176 000 (2,7 %) | 18.397                       | 22.039                     | 17:59                      |
| 46             | 46             | Desde hoy Terelu es Fiona                                                      | 18/07/2024     | 223 000 (2,8 %) 257 000 (3,8 %) | 19.561                       | 23.547                     | 17:27                      |
| 47             | 47             | Novedades de la pantoamiga de David                                            | 19/07/2024     | 205 000 (2,5 %) 191 000 (2,9 %) | 18.789                       | 22.045                     | 17:06                      |
| 48             | 48             | La noticia más esperada                                                        | 22/07/2024     | 158 000 (1,9 %) 146 000 (2,2 %) | 18.571                       | 22.986                     | 17:38                      |
| 49             | 49             | El monstruo del pantano                                                        | 23/07/2024     | 153 000 (1,9 %) 147 000 (2,2 %) | 19.000                       | 24.431                     | 17:41                      |
| 50             | 50             | El último antes de las vacaciones                                              | 24/07/2024     | 184 000 (2,2 %) 189 000 (2,8 %) | 18.621                       | 23.001                     | 17:40                      |

### Segona temporada (2024-2025)
| Núm. total | Núm. temp. | Títol                                               | Data d'emissió | Audiència                      |
| Núm. total | Núm. temp. | Títol                                               | Data d'emissió | Espectadors en Ten             |
| ---------- | ---------- | --------------------------------------------------- | -------------- | ------------------------------ |
| 51         | 1          | Una vuelta muy revuelta                             | 02/09/2024     | 182 000 (2,3%)                 |
| 52         | 2          | La resaca del huracán                               | 03/09/2024     | 188 000 (2,3%)168 000 (2,4%)   |
| 53         | 3          | Habla la exnuera de potota                          | 04/09/2024     | 149 000 (1,9%)130 000 (1,9 %)  |
| 54         | 4          | El huracán ya está aquí                             | 05/09/2024     | 167 000 (2,1 %)151 000 (2,3 %) |
| 55         | 5          | Viernes de clanes                                   | 06/09/2024     | 136 000 (1,7 %)121 000 (1,9 %) |
| 56         | 6          | Lunes de exclusivas                                 | 09/09/2024     | 174 000 (2,3 %)202 000 (3,1 %) |
| 57         | 7          | Martes de potota y pototito                         | 10/09/2024     | 192 000 (2,5 %)182 000 (2,8%)  |
| 58         | 8          | La 1.ª Mishhhión de Aída Nízar                      | 11/09/2024     | 155 000 (2,0 %)150 000 (2,2 %) |
| 59         | 9          | Meli explota contra sus íntimas                     | 12/09/2024     | 141 000 (1,8 %)130 000 (1,9 %) |
| 60         | 10         | Bombazo de los Alejandra y audios de los Javis      | 13/09/2024     | 158 000 (2,1 %)157 000 (2,4%)  |
| 61         | 11         | Las secuelas del cara a cara                        | 16/09/2024     | 138 000 (1,8 %)149 000 (2,2 %) |
| 62         | 12         | Muerte de Jimmy                                     | 17/09/202      | 165 000 (2,2 %)161 000 (2,5 %) |
| 63         | 13         | Homenaje a Jimmy                                    | 18/09/2024     | 199 000 (2,6 %)163 000 (2,4%)  |
| 64         | 14         | Exclusivazos de jueves                              | 19/09/2024     | 174 000 (2,2 %)157 000 (1,9 %) |
| 65         | 15         | Desvelamos su identidad                             | 20/09/2024     | 202 000 (2,7%) 166 000 (2,6%)  |
| 66         | 16         | La verdad de la entrevista                          | 23/09/2024     | 195 000 (2,6%) 189 000 (2,9%)  |
| 67         | 17         | Los huevos de Belén                                 | 24/09/2024     | 166 000 (2,2%) 142 000 (2,1%)  |
| 68         | 18         | Las fotos más Bárbaras                              | 25/09/2024     | 244 000 (3,1%) 183 000 (2,6%)  |
| 69         | 19         | Las fotos, a examen                                 | 26/09/2024     | 173 000 (2,3%) 141 000 (2,1%)  |
| 70         | 20         | La verdad del asunto                                | 27/09/2024     | 205 000 (2,7%) 212 000 (3,2%)  |
| 71         | 21         | Las fotos tras la entrevista                        | 30/09/2024     | 210 000 (2,7%) 205 000 (3%)    |
| 72         | 22         | La amante lo cuenta todo                            | 01/10/2024     | 173 000 (2,3%)205 000 (3,1%)   |
| 73         | 23         | La amante se sienta en NQF                          | 02/10/2024     | 205 000 (2,5%)167 000 (2,2%)   |
| 74         | 24         | Ni que fuéramos La Revuelta                         | 03/10/2024     | 199 000 (2,9%)218 000 (2,9%)   |
| 75         | 25         | Terelu en la Lista Negra                            | 04/10/2024     | 179 000 (2,4%)                 |
| 76         | 26         | El bombazo de Pototito                              | 07/10/2024     | 178 000 (2,2%)144 000 (2,0%)   |
| 77         | 27         | Los desplantes del Rey                              | 08/10/2024     | 221 000 (3%)202 000 (2,5%)     |
| 78         | 28         | La madre de Paola en NQF                            | 09/10/2024     | 237 000 (2,8%)210 000 (2,7%)   |
| 79         | 29         | Huracán para Lomana                                 | 10/10/2024     | 235 000 (3,1%)243 000 (3,6%)   |
| 80         | 30         | ¿Posible paz entre María y Marta?                   | 11/10/2024     | 190 000 (2,4%) 191 000 (2,6%)  |
| 81         | 31         | Resaca Pototil                                      | 14/10/2024     | 218 000 (2,8%) 202 000 (2,8%)  |
| 82         | 32         | Bombazo sobre el chamán                             | 15/10/2024     | 183 000 (2,2%)170 000 (2,2%)   |
| 83         | 33         | Pipi infidelidad de miércoles                       | 16/10/2024     | 186 000 (2,4%) 193 000 (2,7%)  |
| 84         | 34         | Che-lo larga todo sobre las fotos                   | 17/10/2024     | 207 000 (2,6%)192 000 (2,5%)   |
| 85         | 35         | La abogada de las víctimas                          | 18/10/2024     | 214 000 (2,7%)170 000 (2,4%)   |
| 86         | 36         | El Cous-Cous de Pipi                                | 21/10/2024     | 193 000 (2,4%)161 000 (2,2%)   |
| 87         | 37         | El Benidorm Feshhht                                 | 22/10/2024     | 203 000 (2,6%)169 000 (2,3%)   |
| 88         | 38         | La resaca del Benidorm Feshhht                      | 23/10/2024     | 189 000 (2,4%)152 000 (2,1%)   |
| 89         | 39         | Interrogatorio a La Llorona                         | 24/10/2024     | 171 000 (2,1%)130 000 (1,8%)   |
| 90         | 40         | Chelo revienta el circo de boda                     | 25/10/2024     | 158 000 (1,9%)117 000 (1,5%)   |
| 91         | 41         | Dulces declaraciones                                | 28/10/2024     | 197 000 (2,3%)175 000 (2,0%)   |
| 92         | 42         | El terror invade Ni que fuéramos Shhh               | 29/10/2024     | 163 000 (1,8%)161 000 (1,8%)   |
| 93         | 43         | Especial: Los estragos de la DANA                   | 30/10/2024     | 139 000 (1,6%)                 |
| 94         | 44         | Ni que fuéramos con las víctimas de la DANA         | 31/10/2024     | 131 000 (1,6%)                 |
| 95         | 45         | Ni que fuéramos El hormiguero                       | 04/11/2024     | 167 000 (1,9%)                 |
| 96         | 46         | Sabemos dónde estaba Alejandra                      | 05/11/2024     | 158 000 (1,9%)                 |
| 97         | 47         | Es hora de saber la verdad                          | 06/11/2024     | 165 000 (2,0%)                 |
| 98         | 48         | ¿Sufriremos las consecuencias?                      | 07/11/2024     | 167 000 (2,0%)180 000 (2,2%)   |
| 99         | 49         | La verdad es vuestra                                | 08/11/2024     | 189 000 (2,2%)                 |
| 100        | 50         | Cumple de Belén con churros de María                | 11/11/2024     | 170 000 (2,1%)168 000 (2,1%)   |
| 101        | 51         | Los elegidos                                        | 12/11/2024     | 168 000 (1,9%)176 000 (2,0%)   |
| 102        | 52         | La revuelta de Matamoros                            | 13/11/2024     | 190 000 (2,1%)181 000 (1,9%)   |
| 103        | 53         | La fiesta de los futbolistas                        | 14/11/2024     | 184 000 (2,1%)                 |
| 104        | 54         | Un viernes muy embarazoso                           | 15/11/2024     | 175 000 (2,1%)163 000 (1,9%)   |
| 105        | 55         | La Bollo monta el pollo                             | 18/11/2024     | 168 000 (2,0%)171 000 (2,0%)   |
| 106        | 56         | La verdad del cumple de La Patrona                  | 19/11/2024     | 191 000 (2,3%)187 000 (2,2%)   |
| 107        | 57         | Plutón en acuario                                   | 20/11/2024     | 180 000 (2,1%)201 000 (2,4%)   |
| 108        | 58         | Día mundial de la TV                                | 21/11/2024     | 191 000 (2,3%)171 000 (2,0%)   |
| 109        | 59         | La testigo de las fiestas                           | 22/11/2024     | 192 000 (2,3%)175 000 (2,1%)   |
| 110        | 60         | Anabel ya es madre                                  | 25/11/2024     | 183 000 (2,1%)204 000 (2,4%)   |
| 111        | 61         | La polémica está servida                            | 26/11/2024     | 207 000 (2,5%)195 000 (2,3%)   |
| 112        | 62         | Belén al volante                                    | 27/11/2024     | 203 000 (2,5%)201 000 (2,4%)   |
| 113        | 63         | El tenso reencuentro                                | 28/11/2024     | 181 000 (2,2%)194 000 (2,3%)   |
| 114        | 64         | Matamoros raja del clan                             | 29/11/2024     | 167 000 (2,1%)190 000 (2,4%)   |
| 115        | 65         | Dulces declaraciones de lunes                       | 02/12/2024     | 191 000 (2,3%)178 000 (2,1%)   |
| 116        | 66         | Los detalles de la entrevista Bárbara               | 03/12/2024     | 222 000 (2,6%)238 000 (2,7%)   |
| 117        | 67         | María José Suárez e Iker Casillas, ¿enamorados?     | 04/12/2024     | 159 000 (2,0%)152 000 (1,9%)   |
| 118        | 68         | Alguien viene a merendar                            | 05/12/2024     | 165 000 (2,1%)165 000 (2,2%)   |
| 119        | 69         | El hijo de Alejandra Rubio y Carlo Costanzia        | 09/12/2024     | 174 000 (1,9%)170 000 (1,8%)   |
| 120        | 70         | La entrevista a examen                              | 10/12/2024     | 196 000 (2,3%)162 000 (1,8%)   |
| 121        | 71         | Las operaciones de Potota                           | 11/12/2024     | 144 000 (1,7%)150 000 (1,7%)   |
| 122        | 72         | Inés Hernand viene a cocinar                        | 12/12/2024     | 182 000 (2,2%)193 000 (2,3%)   |
| 123        | 73         | Nuevo colaborador en Ni que fuéramos Shhh           | 13/12/2024     | 165 000 (2,0%)N/A (1,9%)       |
| 124        | 74         | Continúa el drama bárbaro                           | 16/12/2024     | 159 000 (1,9%)146 000 (1,7%)   |
| 125        | 75         | Más allá de la entrevista bárbara                   | 17/12/2024     | 181 000 (2,2%)173 000 (2,1%)   |
| 126        | 76         | ¿Cantará C Tangana «La banana»?                     | 18/12/2024     | 194 000 (2,3%)198 000 (2,2%)   |
| 127        | 77         | La reina de la televisión                           | 19/12/2024     | 179 000 (2,2%)164 000 (2,0%)   |
| 128        | 78         | Jumper day                                          | 20/12/2024     | 145 000 (1,8%)125 000 (1,5%)   |
| 129        | 79         | La misión navideña                                  | 23/12/2024     | 137 000 (1,6%)                 |
| 130        | 80         | El primer programa del año                          | 02/01/2025     | 129 000 (1,5%)133 000 (1,5%)   |
| 131        | 81         | Roscón de reyes                                     | 03/01/2025     | 156 000 (1,7%)146 000 (1,7%)   |
| 132        | 82         | ¿Carbón o programón?                                | 07/01/2025     | 166 000 (1,9%)132 000 (1,5%)   |
| 133        | 83         | La revuelta de la televisión                        | 08/01/2025     | 163 000 (1,9%)166 000 (1,9%)   |
| 134        | 84         | La Tárrega al horno                                 | 09/01/2025     | 119 000 (1,4%)110 000 (1,4%)   |
| 135        | 85         | Dragcon UK                                          | 10/01/2025     | 171 000 (2,0%)147 000 (1,7%)   |
| 136        | 86         | Los Kikos al ataque                                 | 13/01/2025     | 161 000 (1,9%)169 000 (1,9%)   |
| 137        | 87         | La persona que quieren y que nadie tiene            | 14/01/2025     | 188 000 (2,3%)198 000 (2,3%)   |
| 138        | 88         | Misión esotérica                                    | 15/01/2025     | 206 000 (2,5%)169 000 (2,0%)   |
| 139        | 89         | Lydia cuenta su episodio con la Tárrega             | 16/01/2025     | 165 000 (2,0%)158 000 (1,8%)   |
| 140        | 90         | Vuelve a Ni que fuéramos Shhh                       | 17/01/2025     | 149 000 (1,7%)145 000 (1,7%)   |
| 141        | 91         | De lunes, pero con mucho salseo                     | 20/01/2025     | 146 000 (1,6%)169 000 (1,8%)   |
| 142        | 92         | Batalla de cocina                                   | 21/01/2025     | 136 000 (1,5%)109 000 (1,2%)   |
| 143        | 93         | Las primeras imágenes de Anabel                     | 22/01/2025     | 169 000 (1,9%)                 |
| 144        | 94         | Ana y los Miami                                     | 23/01/2025     | 159 000 (1,9%)                 |
| 145        | 95         | La triple A                                         | 24/01/2025     | 169 000 (1,9%)                 |
| 146        | 96         | Ágatha y Patón de lunes                             | 27/01/2025     | 171 000 (1,9%)                 |
| 147        | 97         | Visita sorpresa en Ni que fuéramos Shhh             | 28/01/2025     | 149 000 (1,7%)                 |
| 148        | 98         | El horóscopo chino en Ni que fuéramos Shhh          | 29/01/2025     | 167 000 (1,9%)                 |
| 149        | 99         | ¿Seremos los ganadores?                             | 30/01/2025     | 214 000 (2,5%)                 |
| 150        | 100        | Ni que fuéramos desde el metro                      | 31/01/2025     | 179 000 (2,1%)                 |
| 151        | 101        | Los secretos de la final                            | 03/02/2025     | 166 000 (2,0%)                 |
| 152        | 102        | Los fans se cabrean con su ídola                    | 04/02/2025     | 176 000 (2,1%)                 |
| 153        | 103        | El comunicado de Iker                               | 05/02/2025     | 188 000 (2,3%)                 |
| 154        | 104        | La famosa estafadora                                | 06/02/2025     | 165 000 (2,0%)                 |
| 155        | 105        | Viernes de venenito                                 | 07/02/2025     | 206 000 (2,3%)                 |
| 156        | 106        | La resaca del venenito                              | 10/02/2025     | 186 000 (2,2%)                 |
| 157        | 107        | La crisis de Pilar Rubio                            | 11/02/2025     | 176 000 (2,1%)                 |
| 158        | 108        | El futuro televisivo de Carlo                       | 12/02/2025     | 176 000 (2,1%)                 |
| 159        | 109        | Ágatha a Supervivientes                             | 13/02/2025     | 142 000 (1,8%)                 |
| 160        | 110        | San Valentín en Ni que fuéramos Shhh                | 14/02/2025     | 155 000 (1,9%)                 |
| 161        | 111        | ¿La ruptura del año?                                | 17/02/2025     | 154 000 (1,9%)                 |
| 162        | 112        | Onieva la lía en San Valentín                       | 18/02/2025     | 156 000 (1,9%)                 |
| 163        | 113        | Las novedades de la ruptura                         | 19/02/2025     | 149 000 (1,9%)                 |
| 164        | 114        | La obra de Terelu en Ni que fuéramos Shhh           | 20/02/2025     | 176 000 (2,2%)                 |
| 165        | 115        | Chesla en Ni que fuéramos Shhh                      | 21/02/2025     | 160 000 (1,9%)                 |
| 166        | 116        | ¿Viene Patón a merendar?                            | 24/02/2025     | 162 000 (2,0%)                 |
| 167        | 117        | El acontecimiento                                   | 25/02/2025     | 177 000 (2,1%)                 |
| 168        | 118        | La Osa                                              | 26/02/2025     | 190 000 (2,5%)                 |
| 169        | 119        | La parada de Casillas                               | 27/02/2025     | 183 000 (2,3%)                 |
| 170        | 120        | Más Joaquín en Ni que fuéramos Shhh                 | 28/02/2025     | 129 000 (1,6%)                 |
| 171        | 121        | La verdad de Claudia                                | 03/03/2025     | 134 000 (1,5%)                 |
| 172        | 122        | Terelu superviviente                                | 04/03/2025     | 159 000 (1,8%)                 |
| 173        | 123        | La respuesta de los Bollo                           | 05/03/2025     | 169 000 (1,9%)                 |
| 174        | 124        | La boda del año                                     | 06/03/2025     | 174 000 (2,0%)                 |
| 175        | 125        | Las primeras horas de Terelu                        | 07/03/2025     | 184 000 (2,1%)                 |
| 176        | 126        | Destripamos las 72 horas de Terelu                  | 10/03/2025     | 161 000 (1,9%)                 |
| 177        | 127        | Desenmascaramos a Montoya                           | 11/03/2025     | 194 000 (2,2%)                 |
| 178        | 128        | La tormenta del abandono                            | 12/03/2025     | 207 000 (2,5%)                 |
| 179        | 129        | Los toreros toreados                                | 13/03/2025     | 175 000 (2,0%)                 |
| 180        | 130        | La sirenita de Cayos Cochinos                       | 14/03/2025     | 181 000 (2,1%)                 |
| 181        | 131        | La plantá de la F                                   | 17/03/2025     | 172 000 (2,0%)                 |
| 182        | 132        | Las verdaderas conversaciones                       | 18/03/2025     | 182 000 (2,1%)                 |
| 183        | 133        | Un pulpo, otro acontecimiento y la fecha definitiva | 19/03/2025     | 175 000 (2,1%)                 |
| 184        | 134        | La bomba de Matamoros                               | 20/03/2025     | 176 000 (2,1%)                 |
| 185        | 135        | ¿Se irá Terelu?                                     | 21/03/2025     | 182 000 (2,1%)                 |
| 186        | 136        | La cuenta atrás                                     | 24/03/2025     | 186 000 (2,2%)                 |
| 187        | 137        | El reencuentro de Marta y Ágatha                    | 25/03/2025     | 166 000 (2,0%)                 |
| 188        | 138        | Un pulpo viene a vernos                             | 26/03/2025     | 181 000 (2,3%)                 |
| 189        | 139        | Ni que fuéramos el último programa                  | 27/03/2025     | 193 000 (2,4%)                 |